# Andi Baiz
Andrés Baiz Ochoa, más conocido como Andi Baiz (Cali, Valle del Cauca, 1975), es un director de cine colombiano. Su primer largometraje —Satanás (2007), basado en el libro homónimo— ganó el premio a mejor película y mejor actor en el Festival de Cine de Montecarlo y fue invitada a participar en el Festival de Cine de San Sebastián. Su cortometraje La hoguera fue seleccionado para participar en la 60.ª edición del Festival de Cine de Cannes.

## Biografía
Andrés Baiz nació en Cali, Colombia en 1975. Inicio estudios en el Colegio Bolívar. Ha dicho al diario colombiano El Espectadorque todo cambio para el  cuando comenzó a proponerles cine a los profesores de su colegio al  hacer las tareas en vídeo y no escritas. Estudió Producción y Dirección de Cine en la Universidad de Nueva York (NYU) - Tisch School of the Arts, donde también realizó un diplomado en Teoría del Cine. Después de graduarse fue apadrinado por el director de cine francés Raphael Nadjari y junto con él produjo 4 cortometrajes de terror. Desde 2001 hasta el 2004, Baiz fue director, productor y editor de la empresa de producción Centro-Films Ltd, con base en Nueva York. Fue también crítico de cine durante los años 2001-2004 para la revista LOFT. Ha trabajado en el departamento de producción de los largometrajes Bringing Out the Dead, Zoolander, Cremaster 2, Maria Full of Grace y The Fittest. Como director ha dirigido 5 cortometrajes, 3 vídeos musicales, 1 documental. Su cortometraje La hoguera participó en la Quincena de Realizadores del Festival de Cannes 2007, en el cual el cine colombiano salió muy elogiado gracias a los esfuerzos de los realizadores jóvenes (Ciro Guerra, Javier Mejía, Carlos Moreno). Dice que comparte del actual movimiento del cine colombiano el humor, la "mamadera de gallo" y la pasión desbordada por crear. Después de su primer largometraje, Satanás, adaptado de la novela del escritor colombiano Mario Mendoza, Baiz promociona La cara oculta (2011) y Roa (2013). Directores a quienes admira: Howard Hawks, Luis Buñuel, Jean Renoir, Sidney Lumet y Martin Scorsese.

## Satanás
Satanás es el primer largometraje de Baiz, estrenado en junio de 2007 y protagonizado por el actor mexicano Damián Alcázar; está basado en el libro de Mario Mendoza que a su vez se basa en los hechos ocurridos en el restaurante El Pozzeto de Bogotá donde el 4 de diciembre de 1986 un excombatiente de la guerra de Vietnam llamado Campo Elías Delgado masacró a varias personas que se encontraban en el lugar después de haber asesinado a su madre. La película recibió el galardón a mejor película y mejor actor en el Festival de Cine de Montecarlo,  en Colombia ha recibido varias críticas favorables y algunas desfavorables.

## La cara oculta
El cineasta la describe como una «fábula siniestra que habla de la imposibilidad del amor cuando este se enfrenta a nuestra naturaleza más terrenal. La película muestra los riesgos de poner a prueba el amor de tu pareja».
El guion final de La cara oculta es el resultado de la adaptación que hicieron Baiz y su amigo Javier Gardeazábal del guion escrito por Hatem Khraiche Ruiz-Zorrilla. Muy lograda técnicamente, mantiene el interés y agita al espectador. Protagonizada por la colombiana Martina García y los españoles Quim Gutiérrez y Clara Lago, La cara oculta muestra una Bogotá «sofisticada, elegante y seductora» y es un thriller terrorífico, una historia de celos, culpa y venganza que consigue mantener el suspenso y retrata las pasiones femeninas. Producida por la Fox. La productora colombiana involucrada es Dynamo.

## Roa
Su última película se rodó en Bogotá y su tema central relata la historia de quien se considerara el asesino del Caudillo liberal Jorge Eliécer Gaitán. Fue lanzada el 9 de abril de 2013 como conmemoración a su muerte y ha tenido excelentes críticas, sin embargo algunos sostienen que faltaron más detalles relacionados con los sucesos ocurridos el 9 de abril de 1948 del Bogotazo en la capital colombiana. Enigmática y llena de suspenso, gira en torno a la vida del asesino Juan Roa Sierra, quien fuera seguidor del político colombiano y termina viéndose envuelto en una serie de situaciones que lo llevan, aparentemente, a cometer el magnicidio que desencadena una oleada de violencia entre liberales y conservadores en el centro de la ciudad.

## Filmografía
- Sandman (2022, Serie de Netflix)
- Roa (2013, película)
- La cara oculta, (2011, largometraje - 103 minutos)
- Satanás (2007, largometraje - 95 minutos)
- Ley de Cine Colombiana (comercial) 40 segundos)
- Hoguera (2006, mediometraje - 16 minutos)
- Sin decir una palabra (2006, vídeo musical - 3 minutos)
- Penumbra (2003-2004, documental - 30 minutos)
- Homenaje (2002, video musical - 3 minutos)
- La sesión (2001, cortometraje - 7 minutos)
- Yo no quiero (2000, vídeo musical - 3 minutos)
- Payaso HP (1999, cortometraje - 14 minutos)
- Mass Production (1998, cortometraje - 5 minutos)
- A Short Statement About War (1997, cortometraje - 2 minutos)
- Billions Served (1997, cortometraje - 2 minutos)